# Бановце на Ондави
Бановце на Ондави (слч. Bánovce nad Ondavou) насељено је мјесто са административним статусом сеоске општине (слч. obec) у округу Михаловце, у Кошичком крају, Словачка Република.

## Становништво
| Година:    | 1994. | 2004. | 2014.   | 2024.   |
| ---------- | ----- | ----- | ------- | ------- |
| Број људи: | 754   | 754   | 726     | 701     |
| Разлика:   |       | +0 %  | -3,71 % | -3,44 % |

| Година:    | 2023. | 2024.   |
| ---------- | ----- | ------- |
| Број људи: | 705   | 701     |
| Разлика:   |       | -0,56 % |

Према подацима о броју становника из 2011. године насеље је имало 712 становника.